# あのバカは荒野をめざす
『あのバカは荒野を目指す』（あのバカはこうやをめざす）は、藤子・F・不二雄の読み切り漫画。初出は1978年『ビッグコミック』1月10日号。

## 概要
「自分の人生の過ちを正す」という目的で、主人公が過去の世界へと赴くタイムスリップ作品。「パラレル同窓会」「ノスタル爺」など、藤子・F・不二雄のタイムスリップ作品によくあるように、時間移動の理由などは明確には記されない。作中では「どうしてああなるのか、それはわからん」「おきることはたしかだ」とだけ記されている。
主人公は自分の人生が若き日の過ちで狂ってしまったとして若い自分の行動を正そうとするが、逆に「ぼくはゆるせないぞ、自分がそんなにみにくく老いていくことを!!　過去の自分をせめる以外なすことこともなく…………死ね!!」と殴られ、元の時間へと戻されてしまう。そして、若い頃の自分の姿に触発され「あてはないがね、なにかをやってみたくなった」と満足げな顔で去っていくシーンで終わっている。

## 登場人物
主人公
駅の構内で新年を迎えようとしていたホームレス。名前は不明だが年齢は53歳。除夜の鐘と共に自分がタイムスリップすることを確信していたが、その理由などは明確には語られていない。
「一部上場会社の社長の御曹司としておれは生まれた」とルンペンを装ったルポライターに話している。
若き日の主人公
名前はやはり不明だが、恋人の頼子からは「ボクちゃん」と呼ばれている。
親の決めたレールに従うことを良しとせず、駆け落ち同然で恋人と結ばれようとしている。性格は頑固で、薄々目の前にいるのが未来の自分だと信じながらも、歩く道を変えようとしない。
頼子
バーの女給をしている女。一人称は「あたい」。
若き日の主人公の恋人だが、現代でどうなっているかは不明。
ルポライター
ルンペンの格好で現代の主人公に話しかけた男。
「貸衣装がオーバーすぎる」として主人公に「ルポライターだろ」と指摘され、狼狽えながら「ぼ、ぼく ほんもののルンペン…さん」と言っているが本当にルポライターなのかは明かされていない。

## 参考
- 小学舘文庫「藤子・F・不二雄異色短編集3　方舟はいっぱい」発行:1995年8月10日　ISBN 4-09-192063-2